# Růžena Jesenská
Růžena Jesenská (née le 17 juin 1863 à Smíchov, Autriche-Hongrie ; morte le 14 juillet 1940  à Prague, Protectorat de Bohême-Moravie) fut une institutrice, poétesse et écrivain impressionniste, épigone de Julius Zeyer.

## Biographie
Růžena Jesenská était la tante de Milena Jesenská.
Alfons Mucha illustra plusieurs de ses œuvres : Ballady a písně, Touha a Láska, Nina a jiná prosa, Jarní Písen.
Růžena Jesenská fut membre de l'Académie tchèque des sciences.

## Œuvres traduites en français
- Poèmes, dans La République Tchécoslovaque, n°28, juillet 1920
- Recueil de poèmes tchèques, V. Žikeš, 1928 ;
- Anthologie de la poésie tchèque, Kra, 1930.